# Tatiana Fabeck
Tatiana Fabeck (Ciudad de Luxemburgo, 4 de julio de 1970) es una arquitecta luxemburguesa que desde 1996 ha dirigido su propio negocio en Koerich Gran Ducado de Luxemburg.

## Biografía
Fabeck después de completar sus estudios en el Liceo Michel Rodange de Luxemburgo, estudió arquitectura en la Escuela Especial de Arquitectura de París, donde se graduó en 1994.
El año 2011, ganó el primer premio en el concurso Vivre sans voiture (Vivir sin coche), destinado a diseñar una vivienda sin garajes o plazas de aparcamiento en el barrio de Limpertsberg de la ciudad de Luxemburgo para permitir más espacio libre para vivienda. El 2008, ganó el concurso por la Maison des Sciences en Belval, como parte de la expansión de la Universidad de Luxemburgo. También ha tenido éxito en otros concursos que organiza la ciudad de Luxemburgo incluyendo el Pla lumière -junto con el francés Yann Kersalé- l 2006.